# سیارک ۱۸۸۳۰
سیارک ۱۸۸۳۰ (به انگلیسی: 18830 Pothier، نامگذاری:1999NZ35) هجده هزار و هشتصد و سی‌امین سیارک کشف شده‌است که در ۱۴ ژوئیه ۱۹۹۹ کشف شد.
قدر مطلق سیارک برابر ۱۴٫۸ است.